# Clemenshospital Münster

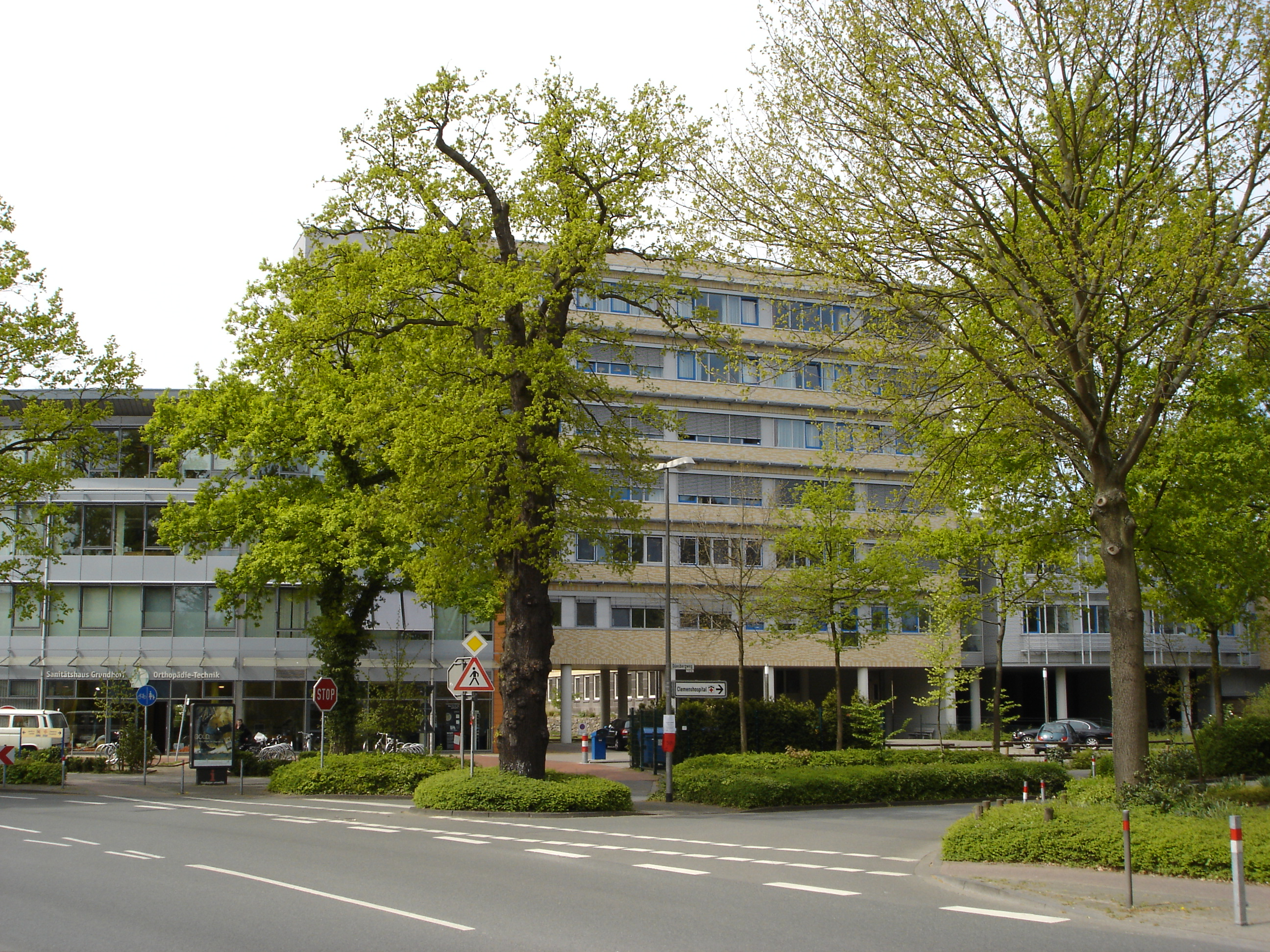
Frontansicht des Clemenshospitals mit angeschlossenem Gesundheitszentrum links im Bild.

Das Clemenshospital in der westfälischen Stadt Münster ist ein Krankenhaus mit 405 Betten und etwa 1100 Mitarbeitern. Die Klinik ist akademisches Lehrkrankenhaus der Universität Münster. Betrieben wird sie von der katholischen Alexianer GmbH und dem Orden der Clemensschwestern.

## Geschichte
Das Clemenshospital geht auf eine Stiftung des münsterschen Fürstbischof Clemens August I. von Bayern im Jahre 1732 zurück, die er mit einem Startkapital von 100.000 Gulden ins Leben rief. Mit diesem Geld wurde zunächst im Jahre 1733 ein provisorisches Krankenhaus am heutigen Schlossplatz bezogen. Die Pflege der Kranken übernahmen die Barmherzigen Brüder des heiligen Johannes von Gott. Der Standort am Schlossplatz war allerdings für den Bau eines Klosters ungeeignet. So erwarben die Brüder vom münsterschen Domkapitel das Grundstück der Niesing-Freiheit, die auch als St.-Pauli-Freiheit bezeichnet wurde. Es befand sich im Bereich der Stubengasse.
Auf diesem Gelände entstand in neunjähriger Bauzeit das ab 1818 als Clemenshospital bekannte Krankenhaus, von dem nur noch die Clemenskirche erhalten ist. Entworfen wurde es von Johann Conrad Schlaun, der unter anderem auch für das Schloss oder den Erbdrostenhof verantwortlich war. Das Krankenhaus selbst wurde 1754 fertiggestellt und bestand aus 16 Betten. Aufgenommen wurden aber nur männliche Patienten, bei denen eine Hoffnung auf Genesung bestand. Offensichtlich unheilbar Kranke sowie ansteckende Patienten wurden nicht aufgenommen. Die aufgenommenen Patienten wurden hingegen kostenlos behandelt, was zu einer Verschlechterung der Finanzen des Klosters führte. Aufgrund dessen musste im Jahre 1814 das Silbergerät der angeschlossenen Clemenskirche verkauft werden.
Nachdem im Jahre 1811 durch ein Dekret Napoléons I. das Clemenshospital in die Trägerschaft der Stadt Münster übergeben wurde, zogen die Barmherzigen Brüder aufgrund von Schwierigkeiten bei der Führung des Hauses ab, unter anderem da sie mittlerweile überaltert waren. Als 1818 die Klöster Ringe und Verspoel sowie das Gast- und Irrenhaus St. Martini aufgehoben wurden, erhielt das Clemenshospital deren noch verfügbares Kapital, wodurch sich die finanzielle Lage entspannte. Seit dieser Zeit wurde auch mit der Behandlung weiblicher Patienten im Krankenhaus begonnen. Da aber weiterhin das für die Pflege der Patienten verfügbare Personal knapp war, übertrug Johann Hermann Hüffer im Auftrag der Stadt Münster im Jahre 1820 die Aufgabe der Pflege den Clemensschwestern. Ende August 1842 besuchte das preußische Königspaar Friedrich Wilhelm IV. und Elisabeth Westfalen. Dabei vollzog Königin Elisabeth (1801–1873), eine geborene Prinzessin von Bayern, die feierliche Grundsteinlegung für ein neues Gebäude des baufälligen Clemens-Hospitals in Münster. Sie war auch die Protektorin von drei Berliner Krankenhäusern, aller Frauenvereine im ganz Preußen und vieler Stiftungen.
Durch den Einsatz der Schwestern gelang es, das Gebäude mit 20 Betten allmählich in ein angesehenes Krankenhaus mit 396 Betten umzuwandeln, so dass im Jahre 1899 zwei Erweiterungsflügel errichtet wurden. Im Jahre 1938 war das Clemenshospital zu einem der größten und bekanntesten Krankenhäusern in der Region des Münsterlandes geworden, nicht zuletzt wegen der für die damaligen Verhältnisse modernen Instrumente und Behandlungsmethoden. Der Zweite Weltkrieg sollte zunächst das Ende des Clemenshospitals bedeuten. Bedingt durch die Luftangriffe der Alliierten musste es zwischen 1943 und 1944 zweimal evakuiert werden, bevor es aufgrund starker Bombenschäden am 10. Oktober 1943 gänzlich aufgegeben werden musste. Es folgte eine mehrjährige Odyssee durch Münster, bevor 1957 mit den Planungen für einen Neubau durch die Architekten Stevens und Weischer begonnen wurde. Zuvor hatte die Stadt Münster die Trägerschaft im Jahre 1952 auf die Clemensschwestern übertragen.

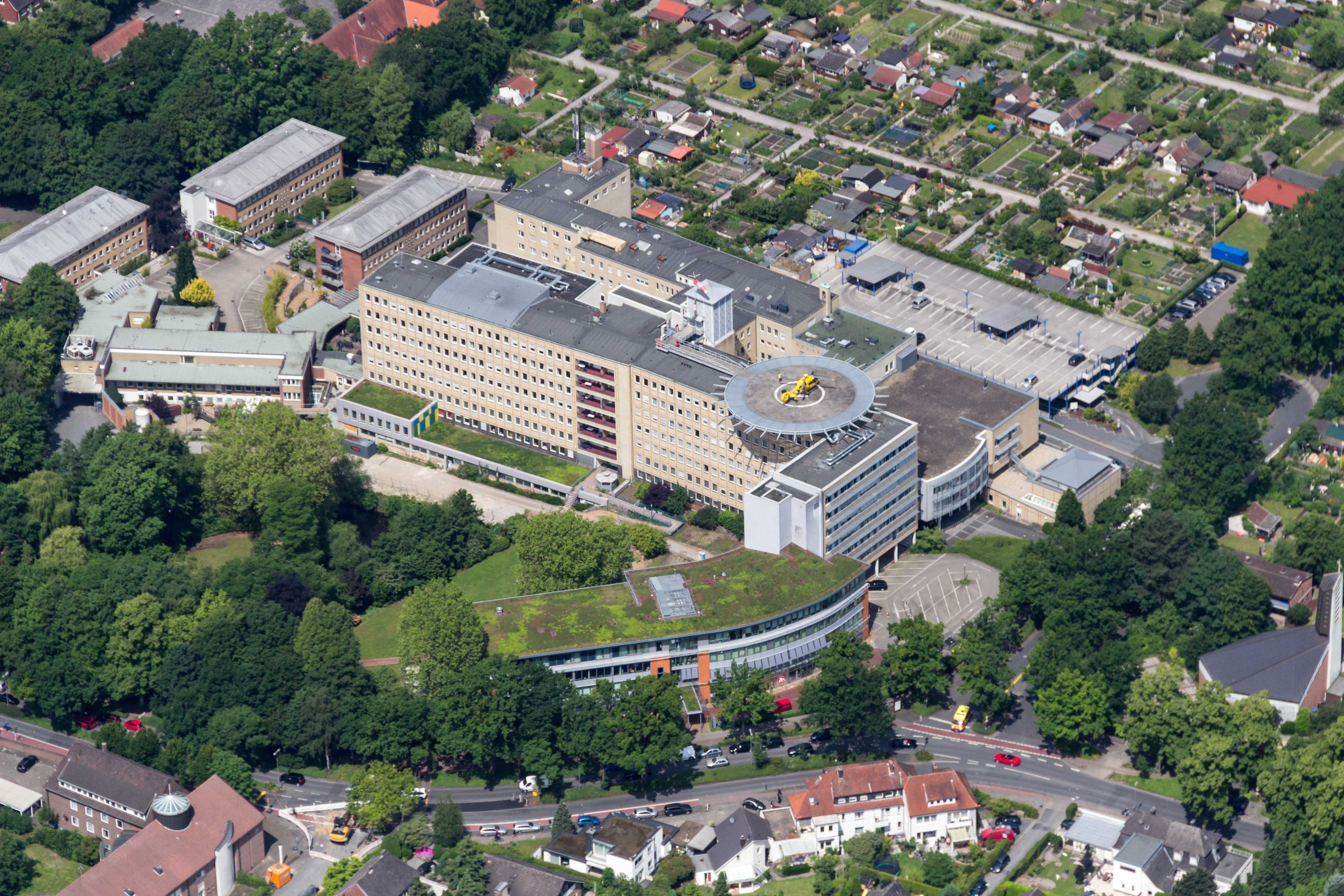
Luftbild des Clemenshospitals

Im Jahre 1958 begannen die Bauarbeiten zum Neubau des Krankenhauses am Düesbergweg im Süden der Stadt. Hierbei wurden die letzten Bauten des ehemaligen Haus Geist auf dem Gelände abgerissen. Aufgrund der Bodenstruktur wurde das gesamte Gebäude auf insgesamt 600 Pfählen errichtet, die jeweils acht bis zwölf Meter tief in den Boden gerammt wurden. Im Jahre 1962 war das neue Clemenshospital fertiggestellt und konnte bezogen werden. Es wurde seitdem mehrfach verändert und erweitert.
Ende 2015 erfolgte der Zusammenschluss der Trägergesellschaft Misericordia GmbH mit der Alexianer GmbH zur Alexianer Misericordia GmbH. Seitdem sind die drei Kliniken der Alexianer Misericordia GmbH, die Raphaelsklinik Münster, das Clemenshospital Münster und das Augustahospital in Anholt Teil der Alexianer, die deutschlandweit rund 15.000 Mitarbeiter haben.

## Überregionale Bedeutung
Im Mai 2010 wurde die Klinik für Lungen- und Bronchialheilkunde des Clemenshospitals durch OncoZert als 13. Lungenkrebszentrum in Deutschland zertifiziert. Damit nimmt das Clemenshospital überregional eine wichtige Stellung in der Behandlung von Lungenkrebs ein.

## Medizinische Abteilungen
Das Krankenhaus besteht aus folgenden medizinischen Abteilungen:
- Anästhesiologie
- Allgemein-, Viszeral- und Gefäßchirurgie
- Thoraxchirurgie
- Unfallchirurgie, Orthopädie und Handchirurgie
- Klinik für Kinderorthopädie und Neuroorthopädie
- Klinik für Kinder- und Jugendmedizin
- Innere Medizin I
- Innere Medizin II – Pneumologie (Lungenkrebszentrum)
- Innere Medizin III – Hämatologie und Onkologie
- Neurochirurgie mit Department für Neurochirurgisch-neurotraumatologischen Frührehabilitation
- Radiologie
- Frauenklinik
- Klinik für Strahlentherapie und Radioonkologie

## Weitere Einrichtungen
Das Clemenshospital bietet zudem weitere Dienste an. Dazu gehören im Bereich der Pflege ein ambulanter Pflegedienst sowie die Möglichkeit einer Kurzzeitpflege und Physiotherapie. Entsprechend ist dem Krankenhaus eine Krankenpflegeschule angegliedert. Für die sozialen Aspekte steht ein Seelsorgedienst zur Verfügung. Das Clemenshospital ist neben der Universitätsklinik Münster im Raum Westfalen die einzige neurologische Schwerpunktklinik mit Schwerstverletztenversorgung.